# 케네스 포메란츠
케네스 포메란츠(Kenneth Pomeranz, 중문명 彭慕蘭, 1958.11.4 ~)는 영국학술원펠로우(Fellow of the British Academy, FBA)이자 시카고대학교(University of Chicago) 역사학교수(University Professor of History)이다. 1980년 코넬대학교(Cornell University)에서 학사학위(B.A.)를 받았는데, 이곳에서 그는 텔루라이드 학자(Telluride Scholar)였다. 1988년, 예일대학교(Yale University)에서 박사학위(Ph.D.)를 받았다. 지도교수는 미국의 중국사학자 대가로 알려진 조너선 스펜스(Jonathan Spence)이었다. 이후 캘리포니아대학교어빈캠퍼스(University of California, Irvine)에서 20년 이상 강의하였다. 2006년 미국 예술 과학 아카데미(American Academy of Arts & Sciences) 펠로우에 선정되었다. 2013–2014년에는 미국역사학회(American Historical Association) 회장을 역임하였다.

## 연구
포메란츠는 이전까지의 역사학에서의 서구를 선진적으로 묘사한 서양중심사관을 비판했다. 포메란츠는 대분기(Great Divergence)설 등에 의거, 기존 통설에 큰 변화를 가져왔다.
포메란츠는 캘리포니아학파로 분류된다. 그러나 캘리포니아학파로서 확고한 조직이나 학설의 일치는 있지 않다.

### 대분기
비교경제사에 있어, 유럽과 아시아의 경제성장이 분기한 현상을 '대분기(大分岐, Great Divergence)'라고 지칭, 그 원인에 대해 연구한다. 포메란츠는 대분기에 있어 다음과 같은 논점을 열거하고 있다.
1. 동아시아와 유럽의 가장 발전한 지역은 1700년에서 1750년까지 경제적 유사성이 있었다. 유럽과 중국, 잉글랜드와 장강삼각주(長江三角洲) 지역의 생활 수준 및 1인당 소득은 같은 수준이었으나, 그 유사성은 1750년 이후 갈라졌다.[b][11] 이전 연구에서는 유럽은 동아시아보다 약 수 세기 앞섰다고 하였다.[c][6]
2. 19세기에 있어 동아시아와 유럽의 발전의 분기는 발전의 제약이 된 환경 압력을 유럽이 회피한 것에 요인이 있다. 유럽은 아메리카대륙 식민지화나 화석연료로의 전환[d]에 의해 제약을 회피하였고, 기술이나 제도뿐 아니라 우연적 요소의 영향이 컸다. 이 진출을 가능하게 한 것은 중상주의(重商主義, mercantilism)으로, 독점의 촉진과 군사력에 의한 파괴는 국외에 이익을 가져다주었다.[13] 가령 유럽 자체의 토지이용만 보도라도, 환경면에서 지속가능한 방법을 취하지 않을 수 없지만, 아메리카대륙은 그 제약을 없애고 수출농산물이라는 실체적 자원이나 금은 등의 귀금속을 유럽에 제공했다.[14] 질병에 의한 아메리카선주민 격감과 아메리카의 노예무역에 의하여, 카리브해역 및 아메리카대륙은 노예와 공업제품을 대량으로 수입하는 한편, 플랜테이션으로부터 대량 수출을 하였다.[15]
3. 동아시아는 1500년 이후 경제성장에서 세계 2번째로 성공했다. 재산권이나 계약 등의 제도는 중국, 일본, 유럽은 같은 형태로 맞춰졌으며, 자본시장에 있어서도 중국과 일본의 자본시장은 기업활동을 저해하는 정도는 아니었다.[16] 동아시아가 유럽과 큰 차이가 난 것은 다음과 같다. (1) 공업화 초기에 자원 발견이 결여되었다. 유럽에 있어 아메리카대륙과 같은 곳이 동아시아에는 없었다.[13] (2) 유럽의 재정은 장래의 수입을 담보로 할 수 있는 점에서 효율적이었다. 이러한 효율성은 군사비를 위한 것이었으나, 중국과 일본의 재정은 군사비가 낮았다.[17]

포메란츠가 대분기에 대한 연구를 정리한 저서 『대분기(The Great Divergence)』(2000)는 세계역사학회 저작상을 수상했다.

### 글로벌 경제사
글로벌경제사의 연구에 있어, 포메란츠는 사람들의 생활 역사와 지구규모의 교역사(trade history)를 융합하려고 하였다. 이러한 방법론에 기반하여 포메란츠는 역사학자 스티븐 토픽(Steven Topik)과의 공저로서 『교역이 탄생시킨 세계(The World that Trade Created)』(2006)를 발간했다.
세계무역에 있어 포메란츠와 토픽은 다음 세 가지를 강조하였다.
1. 시장(market)은 자연 발생한 것이 아니라 역사상 어느 지점에서 영속하는 형태로 출현하였다. 시장이 많은 사람들에게 유해함에도 없애거나 의도적으로 만들어 낼 수 있는 것은 아니다.[20]
2. 문화의 흐름은 수용하고자 한다고 바라는 사람들에 의해 만들어진다. 문화를 받아들이는 사람과 거부하는 사람들 사이에 큰 차이가 발생한다. 문화를 중개하는 사람들은 이익을 손에 넣지만, 자신들의 문화가 세계에서 통용하지 않는다고 알게 된 사람들은 불만을 품고 폭력적으로 시장에 만들어 내고자 한다. 식민지주의(colonialism)이나 문호개방정책은 이에 속한다.[21]
3. 특정 문화에 대한 거절에 의해 제도나 신앙이 게재되는 지역이 있다. 이런 지역은 글로벌한 세계의 전단계에 있는 것이 아니라 그 자체가 중요한 단위로서, 현대경제에 의해 지역 문화나 전통의 역할은 크게 되고 있다.[22]

포메란츠와 토픽은 경제사에 있어 다음과 같은 지적을 하고 있다.
1. 근대 유럽의 경제 발전에 있어 아프리카에서 노예무역이 결정적인 역할을 수행하였다. 아프리카에서 노예는 재산이면서도 사람으로서의 권리를 부여하고 있었으나 우럽은 노예를 순수한 동산으로 취급하였다. 이러한 폭력이 용인되는 것에서 아프리카, 아메리카, 유럽의 함각무역이 큰 이익이 되었다.[23]
2. 세계 최초 근대적 공장은 유럽의 식민지인 서인도제도(West India Islands)에서의 설탕공장이었다. 플랜테이션에서 재배한 사탕수수를 설탕으로 만들기 위하여 분쇄, 끓이기, 증류 등 정제과종이 엄격하게 관리되어, 전문공정을 담당하는 노예에 의해 만들어졌다.[24]
3. 산업혁명의 상징이기도 한 영국의 면제품은 아메리카대륙 식민지에 의해 성립되었다. 면화재배는 대량의 물을 비롯하여 토지에 부담을 크게 주기에, 플랜테이션으로부터 면화를 수입하지 않으면 면제품의 대량생산은 불가능하였다.[25]
4. 수요와 공급은 시장의 힘이 아닌 사람들의 가치관을 규정하는 문화에 의해 결정된다.[26] 현대인은 논리적인데 비해 이전 사람들은 비논리적이라고 생각하는 경향이 종종 있지만, 사실 현대인도 기괴한 행동을 하고 있다.[27]
5. 세계경제는 도덕(moral)과는 무관하다. 역사적으로 많은 이익을 발생시켜 온 것은 인간 생존에 유익한 식료품이나 필수품보다도 노예무역, 해적행위, 마약 등이었다.[26]
6. 다수파나 기관이 가치 있다고 인식한 사회적, 정치적, 경제적 성공을 거둔 인간은 '성공자'로 평가되고 있으나, 상술하였듯이 세계경제는 도덕과는 무관하며 성공자는 미덕, 노력, 현명함과는 무관하다.[26]
7. 글로벌경제의 전제로서 표준화와 비인격화가 필요하였다. 상품으로서의 시간, 교환수단으로서의 화폐, 모든 것이 계측가능하다고 하는 사상, 사적 소유권, 주식회사나 상표등록 등의 개념이 공유되어 처음으로 가능해졌다.[28]

이런 지적을 통해 포메란츠나 토픽은 격차나 폭력을 해결하기 위한 전망의 필요성을 호소하고 있다.

## 주요 출판물

### 서적
- The Great Divergence: China, Europe, and the Making of the Modern World Economy. Princeton University Press, 2000. John K. Fairbank Prize 2001. Joint winner, World History Association Best book of 2000. Choice Notable Academic Books 2000.
- The World that Trade Created: Society, Culture and the World Economy, 1400 to the Present. M. E. Sharpe: 1999.
- The Making of a Hinterland: State, Society and Economy in Inland North China, 1853-1937. University of California Press, 1993. John K. Fairbank Prize 1994.

### 수정판
- The Pacific in the Age of Early Industrialization. Farnham England: Ashgate/Variorum, 2009.
- with McNeill, J. R.,  (2015). The Cambridge world history: Production, destruction, and connection, 1750 to the present. 1. Cambridge: Cambridge University Press.

- with Barker, G., Benjamin, C., Bentley, J. H., Christian, D., Goucher, C., Kedar, B. Z., Mcneill, J. R., Yoffee, N. (2015). The Cambridge world history: Structures, spaces, and boundary making. Cambridge: Cambridge University Press.
- China in 2008: A year of great significance. (co-ed.). Lanham : Rowman & Littlefield Publishers, 2009.

### 공저
- The environment and world history. (co-ed.) Berkeley : University of California Press, 2009.
- “Orthopraxy, orthodoxy, and the goddess(es) of Taishan [examination of the Bixia yuanjun cult].” Modern China 33.1 (2007) 22-46.
- “Region and world in economic history: the early modern / modern divide” Transactions of the International Conference of Eastern Studies 52 (2007) 41-55.
- “Standards of living in eighteenth-century China: regional differences, temporal trends, and incomplete evidence” In: Allen, Robert C.; Bengtsson, Tommy; Dribe, Martin, eds. Living standards in the past: new perspectives on well-being in Asia and Europe. (Oxford; New York: Oxford University Press, 2005): 23-54.
- “Women's work and the economics of respectability [boundaries]” In: Goodman, Bryna; Larson, Wendy, eds. Gender in motion: divisions of labor and cultural change in late imperial and modern China (Lanham, Md.: Rowman and Littlefield, 2005): 239-263.
- “Women's work, family, and economic development in Europe and East Asia: long-term trajectories and contemporary comparisons” In: Arrighi, Giovanni; Hamashita, Takeshi; Selden, Mark, eds. The resurgence of East Asia: 500, 150 and 50 year perspectives (London; New York: Routledge, 2003): 124-172.
- “Facts are stubborn things: a response to Philip Huang” Journal of Asian Studies 62.1 (February 2003): 167-181.
- “Political economy and ecology on the eve of industrialization: Europe, China, and the global conjuncture” American Historical Review 107.2 (April 2002) 425-446.
- “Beyond the East-West binary: resituating development paths in the eighteenth-century world” Journal of Asian Studies 61.2 (May 2002) 539-590.
- “Is there an East Asian development path? Long-term comparisons, constraints, and continuities” Journal of the Economic and Social History of the Orient  44, pt.3 (Aug 2001) 322-362.
- “Re-thinking the late imperial Chinese economy: development, disaggregation and decline, circa 1730-1930” Itinerario  24.3-4 (2000) 29-74.
- "Ritual Imitation and Political Identity in North China: The late Imperial Legacy and the Chinese National State Revisited," Twentieth Century China 23:1 Fall, 1997.
- "Power, Gender and Pluralism in the cult of the Goddess of Taishan," in R. Bin Wong, Theodore Huters, and Pauline Yu, eds., Culture and State in Chinese History (Palo Alto, CA: Stanford University Press, 1997).
- “"Traditional' Chinese business forms revisited: family, firm, and financing in the history of the Yutang Company of Jining, 1779-1956.” Late Imperial China 18.1 (June 1997): 1-38.
- “Local interest story: political power and regional differences in the Shandong capital market, 1900-1937” In: Rawski, Thomas G.; Li, Lillian M., eds. Chinese history in economic perspective(Berkeley: University of California Press, 1992) 295-318.
- "Water to Iron, Widows to Warlords: the Handam Rain Shrine in Modern Chinese History," Late Imperial China  12.1 (June 1991) 62-99.

## 수상 및 명예
- 1994년 존킹페어뱅크상 동아시아사 최우수서적상(John King Fairbank Prize for best book in East Asian history)[29]
- 1997년 존사이먼구겐하임 기념재단 펠로우쉽(John Simon Guggenheim Memorial Foundation Fellowship)[30]
- 2001년 세계사학회 서적상(World History Association Book Prize)[31]
- 2001년 존킹페어뱅크상 동아시아사 최우수서적상[32]
- 2011-2012년 미국 뉴저지주 프린스턴 소재 프린스턴고등연구소(Institute for Advanced Study in Princeton, New Jersey) 펠로우[33]
- 2017년 영국 인문•사회과학 국립학술원인 영국학술원 펠로우(Corresponding Fellow of the British Academy, FBA) 선정[34]
- 2019년 댄데이비드상(Dan David Prize)[35]
- 2021년 토인비상(Toynbee Prize)[36]

## 같이 보기
- 조엘 모키르